# Nenndorf
Nenndorf est une commune allemande de l'arrondissement de Wittmund, Land de Basse-Saxe.

## Géographie
|           | Dornum    |            |
| Großheide | Nenndorf  | Westerholt |
|           | Eversmeer |            |

## Histoire
Nenndorf est créé probablement au Moyen Âge.

## Source, notes et références
- (de) Cet article est partiellement ou en totalité issu de l’article de Wikipédia en allemand intitulé « Nenndorf (Landkreis Wittmund) » (voir la liste des auteurs).